# Ненад Дракулић
Ненад Дракулић Брацо (Карловац, 22. април 1920 — Београд, 12. јануар 1973) био је учесник Народноослободилачке борбе и генерал-пуковник авијације ЈНА.

## Биографија
Пре рата је студирао на Медицинском факултету у Загребу. Постао је члан Комунистичке партије Југославије КПЈ 1940. године. Учесник Народноослободилачке борбе је од 1941. Био је партијски комесар Другог батаљона, Пете оперативне зоне, њеног Првог одреда, командант Приморско-горанске групе НОП одреда. Такође, био је политички комесар Прве бригаде 13. приморско-горанске дивизије и 1. бригаде 35. дивизије, руководилац Политодела, а затим заменик политичког комесара и партијски комесар 40. славонске дивизије.
Од 1945. је био у Југословенском ратном ваздухопловству (ЈРВ и ПВО). После рата био је начелник Политичке управе ЈРВ, генерални директор Ваздухопловне индустрије, политички комесар ваздухопловног корпуса, помоћник команданта РВ, начелник Управе и помоћник Начелника Генералштаба ЈНА, помоћник Државног секретара за послове народне одбране СФРЈ за политичко-правни сектор и начелник Политичке управе ЈНА. Поред тога, био је и секретар Опуномоћства ЦК СКЈ за ЈРВ и ПВО и члан Опуномоћства ЦК СКЈ за ЈНА, члан Комитета ДСНО и ЈНА; последња позиција на којој се нашао је место помоћника за позадину ЈНА Савезног секретара за народну одбрану СФРЈ, Николе Љубичића.
Завршио је Вишу ваздухопловну војну академију ЈНА.
Умро је 1973. године. Сахрањен је у Алеји народних хероја на Новом гробљу у Београду.
Носилац је Партизанске споменице 1941. и више југословенских одликовања, међу којима су — Орден ратне заставе, Орден братства и јединства са златним венцем, Орден народне армије са ловоровим венцем, Орден за војне заслуге са великом звездом, Орден партизанске звезде са сребрним венцем, Орден народне армије са златном звездом, Орден за храброст и др.